# Beninsko-nigerijská státní hranice

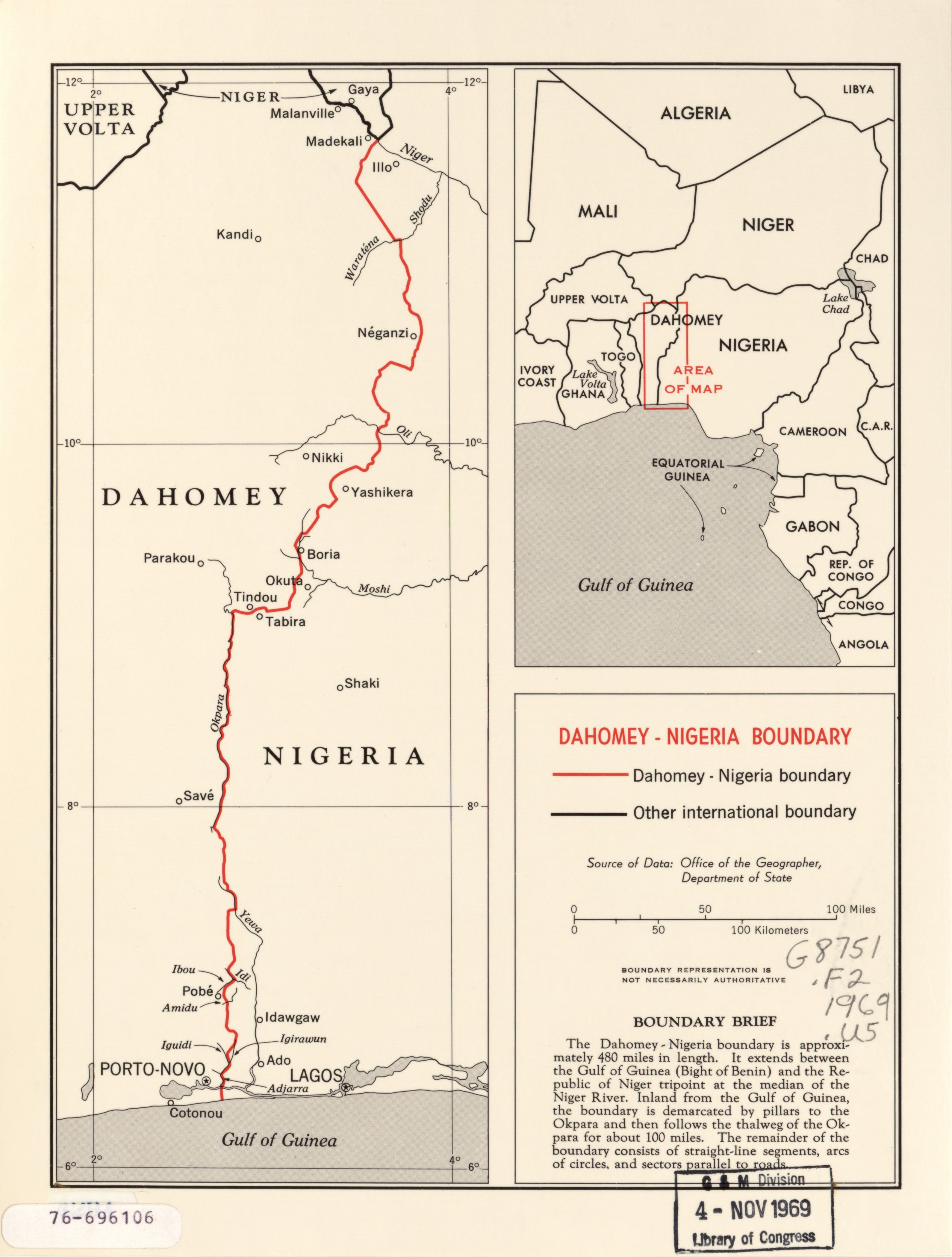
Mapa státní hranice mezi Beninem (Dahomey) a Nigérií z roku 1973

Státní hranice mezi Beninem a Nigérií je dlouhá 809 km a vede na severu od trojmezí těchto dvou států s Nigerem až k Beninskému zálivu na jihu.

## Popis
Na severu začíná státní hranice v trojmezí s Nigerem na řece Niger. Poté pokračuje po souši jižním až jihozápadním směrem k řece Okpara. Dále hranice směřuje k jihu podél této řeky asi 160 km, dále vede podél několika drobných toků a po souši až k Beninskému zálivu.

## Historie
Během druhé poloviny 19. století začala Francie zakládat malé obchodní osady na západoafrickém pobřeží. V roce 1851 byla podepsána smlouva o přátelství mezi Francií a královstvím Dahomey, které se rozkládalo v jižní části moderního Beninu. Poté byl v roce 1863 v Porto Novo vytvořen protektorát. V roce 1894 byla vyhlášena Kolonie Dahomey, která byla v roce 1899 zahrnuta do větší francouzské kolonie Francouzské Západní Afriky. Ve stejné době Velká Británie spravovala prostřednictví společnosti Royal Niger Company oblast v okolí Lagosu. V roce 1884 byl v okolí Calabaru založen protektorát Ropných řek. S expanzí Británie do vnitrozemí byly založeny další dva protektoráty, Protektorát jižní Nigérie a Protektorát severní Nigérie. V roce 1900 byla správa těchto oblastí delegována na britskou vládu, přičemž se oba protektoráty v roce 1914 spojily do jedné kolonie.
Hrubé vymezení hranic mezi oběma územími sahajícími severně až k deváté rovnoběžce bylo sjednáno dne 10. srpna 1889. Podrobnější dohoda byla uzavřena dne 12. října 1896. Anglo-francouzská smlouva ze dne 14. června 1898 tuto hranici potvrdila a rozšířila ji na sever až k řece Niger. Tato státní hranice byla opětovně potvrzena smlouvou ze dne 19. října 1906 s několika drobnými změnami provedenými v roce 1912 po vytyčení pozemních hranic, které byly později oficiálně dokončeny výměnou nót v roce 1914. Úsek mezi Atlantikem a řekou Okpara byl vymezen 142 betonovými majáky, které vytvořily státní hranici vedoucí v přímé linii.
S rostoucími tendencemi k dekolonizaci po druhé světové válce udílely Francie i Británie postupně svým africkým koloniím více politických práv. Dahomey získala plnou nezávislost dne 1. srpna 1960 a Nigérie dne 1. října 1960. Jejich vzájemná hranice se tak stala státní hranici mezi dvěma suverénními státy.
V letech 2004 až 2005 chybělo mnoho z betonových hraničních značek z původního vymezení hranice, což vedlo Benin s Nigérií k opětovnému vymezení jejích některých částí.